# Howard Wales
Howard Wales (8. února 1943 – 7. prosince 2020) byl americký klávesista. Na konci 60. let spolupracoval s Jerry Garciou ze skupiny Grateful Dead, později například s Jamesem Brownem a skupinou Four Tops. Podílel se například také na albu American Beauty skupiny Grateful Dead.